# Moultonianthus leembruggianus
Moultonianthus leembruggianus är en törelväxtart som först beskrevs av Jacob Gijsbert Boerlage och Sijfert Hendrik Koorders, och fick sitt nu gällande namn av Cornelis Gijsbert Gerrit Jan van Steenis. Moultonianthus leembruggianus ingår i släktet Moultonianthus och familjen törelväxter. Inga underarter finns listade i Catalogue of Life.